# Papyrus Nash

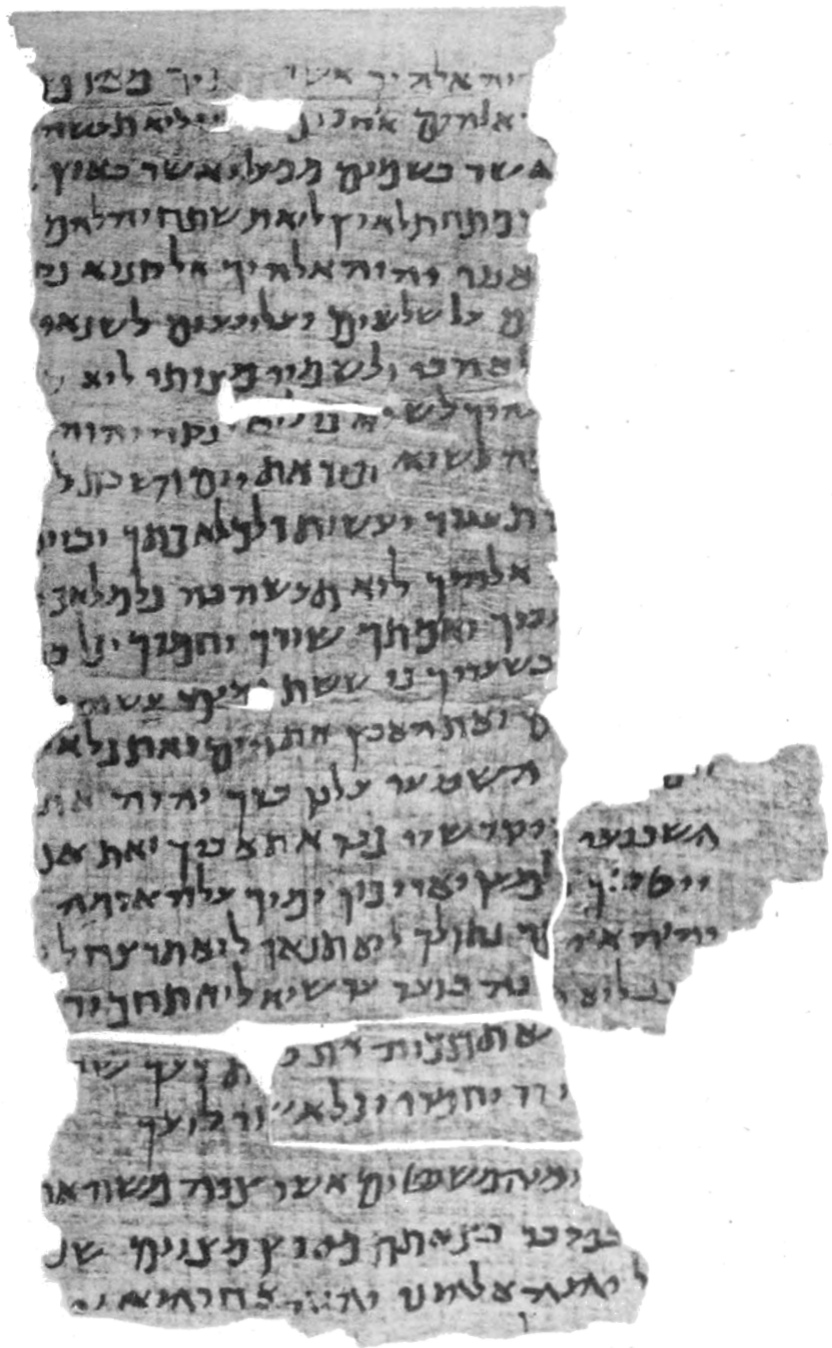
Le papyrus Nash

Le papyrus Nash désigne un ensemble de quatre fragments de papyrus acquis par W. L. Nash en Égypte en 1898 et actuellement exposés à la bibliothèque de l'Université de Cambridge.

## Histoire
Ils ont été décrits pour la première fois par Stanley A. Cook en 1903. Cook les avait datés du IIe siècle mais on considère de nos jours que ces fragments remontent en fait à une période de 150 à 100 av. J.-C. Le papyrus était le plus vieux manuscrit en hébreu connu jusqu'à la découverte des manuscrits de Qumrân en 1947.
Long de vingt-quatre lignes, avec quelques lettres manquantes à chaque bord, le papyrus contient les Dix commandements en hébreu, suivis par le début de la prière Chema Israël. Le texte des dix commandements combine des parties de la version de l'Exode avec des parties du Deutéronome. Une curiosité est l'omission de l'expression « maison de servitude » pour désigner l'Égypte, ce qui est peut-être une indication sur l'endroit où le papyrus a été rédigé.

## Description
Certaines (mais pas toutes) des substitutions du papyrus du Deutéronome sont également présentes dans la version de l'Exode de la traduction grecque de la Bible hébraïque, appelée Septante.
Tout comme le papyrus Nash, la Septante place également le préambule du Chema avant le Deutéronome ; on trouve aussi quelques autres variantes où les lectures du papyrus s'écartent du texte hébreu normatif massorétique.
L'ordre des commandements dans le papyrus (adultère-meurtre-vol plutôt que de meurtre-adultère-vol) est le même que celui que l'on trouve dans la plupart des manuscrits de la Septante, ainsi que dans le Nouveau Testament (Évangile selon Marc, Évangile selon Luc, Épître aux Romains, et Épître de Jacques mais pas dans l'Évangile selon Matthieu.
Selon le Talmud (mishna Tamid 5:1), il était autrefois d'usage de lire les Dix commandements avant de dire le Chema. Comme l'a dit Burkitt : « il est donc raisonnable de supposer que ce papyrus contient le quotidien du culte d'un juif égyptien pieux, qui vivait avant que la coutume prenne fin ».
On estime donc que le papyrus est probablement tiré d'un document liturgique, qui serait délibérément issu de la synthèse des deux versions des commandements, plutôt que directement de l'Écriture. Toutefois, les similitudes avec le texte de la Septante donnent des preuves solides pour étayer la thèse selon laquelle la Septante serait la traduction d'un texte hébreu du Pentateuque qui existait en Égypte au IIe siècle av. J.-C. et qui diffère sensiblement des textes rassemblés et conservés ensuite par les Massorètes.